# Joseph Poelaert
Joseph Poelaert (Bruxelas, 21 de Março de 1817 – Bruxelas, 3 de Novembro de 1879) foi um arquitecto belga.

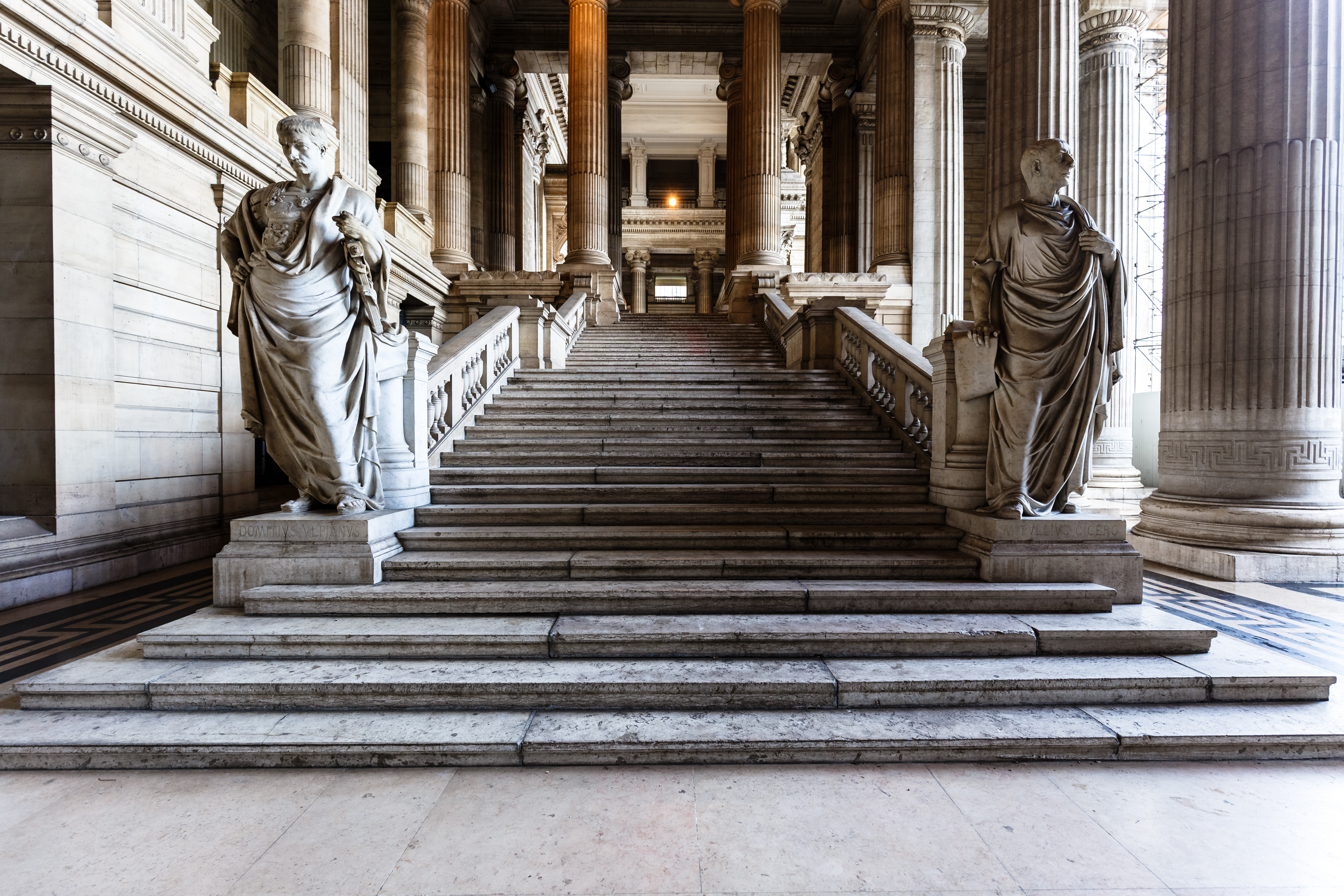

Formado em Paris, foi nesta cidade que durante muito tempo desenvolveu a sua actividade. Exerceu o cargo de arquitecto municipal de Bruxelas onde construiu o Palácio da Justiça (1866-1883), de estilo classicista, o Teatro da Moeda, a colunata do congresso e as igrejas de Laeken e de Santa Catarina.